# 理论生态学
理论生态学是利用数学模型和计算模拟等工具研究生态系统的学科。试图揭示自然背后的可能机制。

## 代表人物
高斯(John M. Gaus)、戴爾(Robert A. Dahl)、雷格斯(Fred W. Riggs)。

## 內容
生態理論是由環境系統理論演化而來。認為組織是個隨環境和時代變遷而不斷調整其內部構造和工作方式的有機體。第二次世界大戰結束之後，西方民主國家的行政制度、官僚制度、行政方法和技術大量被開發中國家使用，例如:菲律賓效仿美國、越南學習法國、印度模仿英國；但是實行結果大都不理想。因而得到一個寶貴的啟示：「制度不可生硬移植」！

### 高斯
美國學者使用生態觀點研究政府行政現象的第一人，公元1936年發表－美國社會和公共行政，1947年在公共行政的省思一書中發表政府生態學一文，認為政府組織和行政行為需考量生態環境的因素。

### 雷格斯
生於中國的美國比較行政學者雷格斯（Riggs）是生態理論集大成者的學者，他認為研究開發中國家的行政，須採用一種生態學的觀點，他說制度只不過是種「形式的」，有效的行為大部分會採取傳統結構、壓力、家族、宗教和一些存續在社會和經濟成規，只有以生態觀點才能了解這些國家的政治、行政，亦即從非行政的因素去觀察行政。他創造的「生態模型」（Ecological Model）是解釋開發中國家行政現象最權威的理論。雷格斯所寫的－《農業型和工業型：一個比較行政的類型》、《行政生態學》和《開發中國家的行政：稜柱社會的理論》皆為權威著作。1994年在發表《行政學理論的生態論》。